# Legolas
Legolas (sin. zielony liść) – postać ze stworzonej przez J.R.R. Tolkiena mitologii Śródziemia, jeden z głównych bohaterów powieści Władca Pierścieni. Był elfem z plemienia Sindarów, jednym z członków Drużyny Pierścienia.
Był synem króla Elfów Leśnych z Mrocznej Puszczy, Thranduila. Dokładny wiek Legolasa nie został podany przez Tolkiena. Pierwszy raz pojawił się w powieści na Naradzie u Elronda (3019 rok Trzeciej Ery), na którą przybył jako wysłannik swojego ojca, przynosząc wieści o ucieczce Golluma z elfickiej niewoli. Elrond wybrał go na członka Drużyny Pierścienia, w której reprezentować miał rasę elfów.
W Lothlórien Galadriela podarowała mu łuk o cięciwie z włosów elfów i kołczan pełen strzał. Po rozbiciu Drużyny Pierścienia ruszył z Aragornem i Gimlim w pościg za Uruk-hai, którzy porwali Meriadoka i Peregrina, a następnie wziął udział w bitwie o Rogaty Gród. W czasie wyprawy Szarej Drużyny na bitwę na polach Pelennoru w Lebenninie usłyszał krzyk mew, który obudził w nim tęsknotę za Eldamarem. Od tej pory nieustannie ciągnęło go do morza.
Początkowo Legolas przeciwstawiał się Gimlemu. Elfowie utrzymywali bowiem z krasnoludami wyjątkowo chłodne stosunki od czasu zniszczenia Doriathu, a ojciec Legolasa uwięził kiedyś ojca Gimlego – Glóina. W czasie wyprawy spędzali ze sobą coraz więcej czasu i ich przyjaźń stawała się coraz silniejsza. Po koronacji Aragorna na króla Zjednoczonego Królestwa Gondoru i Arnoru, Legolas wraz ze współplemieńcami osiadł w Ithilien. Po śmierci Aragorna (w 120 roku Czwartej Ery), Legolas postanowił opuścić Śródziemie i statkiem odpłynąć do Amanu. Gimli, jako jego najlepszy przyjaciel, podążył razem z nim
W filmowych ekranizacjach Władcy Pierścieni i Hobbita jego rolę zagrał Orlando Bloom. Peter Jackson postanowił o dodaniu roli Legolasa do fabuły Hobbita, ponieważ, jak powiedział, „[skoro] jest synem Thranduila, a Thranduil jest jedną z postaci w Hobbicie, i skoro elfowie są nieśmiertelni, to zaangażowanie Legolasa do wątku Leśnego Królestwa ma sens”. W ekranizacji Hobbita Legolas uczestniczył w wątku miłosnym z Tauriel i Kílim.